# Enio (nome)
Enio  è un nome proprio di persona italiano maschile.

## Varianti
- Femminili: Enia[1][2]

## Origine e diffusione
Questo nome, attestato prevalentemente in Toscana e, sparsamente, in tutto il Centro-Nord Italia, può avere una duplice origine: da una parte, costituisce un ipocoristico di altri nomi terminanti in -enio quali Eugenio, Parmenio, Partenio e via dicendo. Dall'altra, può essere considerato una forma dialettale del nome Ennio.

## Onomastico
Non esiste alcun santo con questo nome, che quindi è adespota; l'onomastico si può festeggiare eventualmente il 1º novembre per la festa di Ognissanti.

## Persone

Enio Cometti

- Enio Bonaldi, calciatore e allenatore di calcio italiano
- Enio Cometti, pugile italiano
- Enio Conti, giocatore di football americano italiano
- Enio Drovandi, attore italiano
- Enio Girolami, attore italiano
- Enio Gnudi, politico, sindacalista e antifascista italiano
- Enio Nicolini, bassista e compositore italiano